# Albelda
|  | Per a altres significats, vegeu «Albelda (desambiguació)». |

Albelda és una vila i municipi de la comarca de la Llitera, a l'Aragó, dins de la província d'Osca.

## Geografia
El poble d'Albelda està situat a 99 km d'Osca, a la part nord-oriental de la seua província, damunt de la depressió de l'Ebre, enclavat entre muntanyes de guix, gresos i argiles, d'altures suaus, formacions pintoresques i amb el turó del castell vigilant.
El seu terme municipal limita amb els del Campell (a l'oest), Castellonroi (al nord-est), Alfarràs (al sud-est) i Almenar (al sud), aquests dos darrers ja dins de Catalunya.

## Història
La vila d'Albelda és d'origen ilerget, musulmana en els seus fonaments, aragonesa per regne i catalana per veïnat. El topònim Albelda, d'origen àrab, significa 'la ciutat'. Posseeix diversos objectes ibers, entre ells representacions humanes que estan exposades al públic.
Va ser una terra disputada per nobles i clergues (diòcesi de Lleida i Barbastre), la qual cosa explica la condició, mentalitat, llengua i manera de ser dels seus habitants.
Va ser lloc de la senyoria dels comtes d'Urgell (segle xiii i xiv) i, després, dels Peraltas. Vila des que Felip IV, el 1629, li atorgà aquesta condició. A partir d'aleshores, terra d'Infanzones, a la qual van pertànyer les armes dels Miravete, Cudós, Sangenís, Chicot i Torres, etc.
Hi ha nascut María Félix Torres (1907-2001), religiosa, fundadora a Barcelona de la Companyia del Salvador.
El 17 de desembre del 1984 la Diputació General d'Aragó va autoritzar l'Ajuntament d'Albelda a rehabilitar l'escut heràldic i la bandera municipals mitjançant el decret 109. El blasonament és aquest: Escut partit: al primer, d'or, quatre pals de gules; al segon, d'argent, una branca d'olivera de sinople. Com a suport, dos lleons rampants. Per timbre, una corona reial tancada. Es tracta de l'escut tradicional de la localitat, amb el senyal reial d'Aragó i una branca d'olivera.

## Oficis tradicionals dels habitants
Els seus habitants van ser guerrers, agricultors i comerciants. Com a agricultors van conrear sobretot l'olivera. Artesanalment van treballar el cànem als seus telers, l'elaboració de càntirs, el vímet, la boga i la canya. Ferrers, fusters guarnimenters, esquiladors... van treballar pel camp i per al camp. Van construir els seus forns per al pa i posseïen molí d'oli per a moldre les olives, empresa que encara avui continua i que es recorda amb un monument i amb les armes heràldiques de la vila.
Avui dia, Albelda és rica en cereals, olivera, fruiters i farratges. Abunden les granges de porcí, oví i caprí. Així la seva gastronomia ofereix varietat de productes naturals, elaborats artesanalment.

## Territori i paisatge
La seva vida discorria en un paisatge àrid ple d'aljubs i sitges (receptacles àrabs) a les seves roques que servien per pal·liar les necessitats d'altres èpoques no gaire remotes i camins de traç directe entre Aragó i Catalunya que han donat pas a les actuals rutes de senders (GR i PR ruta d'aljubs i masies).

### Hidrografia
Aquest paisatge es va veure modificat a començaments del segle xx per la construcció del Canal d'Aragó i Catalunya i el seu sifó, l'obra d'enginyeria hidràulica més important d'Espanya en aquella època, la base del qual, enjardinat, és el Passeig del Sifó. Amb el canal l'economia va millorar i amb ella la vida i costums dels seus habitants.
Les aigües del canal divideixen el terme en dues zones: 
- la de secà, en la qual destaquen l'ermita de Sant Sebastià (s.XVI-XVII) i les "voltes", les construccions d'arquitectura popular més significatives
- la zona de regadiu on podem trobar l'ermita de Sant Roc (s.XVII-XVIII) i la savina mil·lenària.

## Tradicions i vida
Satisfets i amb tenacitat, els seus habitants han recuperat les tasques tradicionals, festes com "La sega i la trilla" al juny i la matança o "Festa del Tocino" el gener, gràcies a un gran moviment associatiu que es deixa notar en les catorze associacions que existeixen al poble, que no supera els 900 habitants i que compta amb serveis de guarderia, biblioteca, piscines i centre de salut. Molt apropiat per a un turisme tranquil.

## Llocs d'interès
Destaquen al seu nucli antic, els porxos que tancaven el poble i els petits portals que donen a la Plaça Major, on hi ha la seua església excol·legiata del segle xvi, i la rambla on aflueixen les aigües del torrent que recull les d'una deu de la serra de la Gessa, el pou àrab i la font que li dona vida i que van ser motiu d'assentaments.

## Símbols

### Escut
Escut partit. Primer quarter d'or, els quatre pals de gules; segon quarter d'argent, amb una rama d'olivera de sinople; i de suports, dos lleons rampants. Al timbre, corona reial tancada.

### Bandera
Està composta per un escacat blanc i atzur, carregat amb el blasó local.